# 麻志那恂子
麻志那 恂子（ましな じゅんこ、本名：池田 佳子（いけだ よしこ）、1946年11月6日 - 2013年5月3日）とは、日本の女優、声優。神奈川県出身。身長166cm。体重53kg。
旧芸名は麻志奈 純子（読み同じ）。

## 人物
1967年に文学座研究所入所、1972年に文学座の座員となる。
2013年5月3日死去。

## 出演作品

### テレビドラマ
- 熱中時代 先生編 第19話（1979年、鈴木の母）
- 宇宙刑事シャリバン第2話（1984年）
- NHKスペシャル ドラマ 黄色い髪（1989年、NHK）
- 九門法律相談所
- セミダブル
- 松本清張作家活動40年記念・霧の旗（1991年、大塚芳子）
- バトルフィーバーJ（女教師）

### テレビアニメ
- アレクサンダー戦記（1999年、オリンピュアス[7]）
- サクラ大戦TV（2000年、月形竜子[8]）
- 犬夜叉（2004年、鉄鶏）

### OVA
- 世界の光 親鸞聖人（1992年、藤壷）
- 超時空要塞マクロスII -LOVERS AGAIN-（1992年、エリンシェ）
- 青の6号（1998年、外洋型ミューティオ）

### 吹き替え
- ER緊急救命室
  - シーズンⅧ #16（メドゥーサ〈パトリシア・ティーレマン〉）
  - シーズンⅩⅡ #9（グレンダ・バーデラリンスキー〈マリリン・ドッズ・フランク〉）
- ゴッドファーザーPARTIII（コニー・コルレオーネ）
- 主任警部モース

### 舞台
- 赤毛のアン
- 熱海殺人事件
- アパートの鍵貸します
- 思い出せない夢のいくつか
- グリークス
- グレイクリスマス
- 洪水の前
- 五稜郭血書
- 三文オペラ
- テラス
- トロイラスとクレシダ
- ハイディの青春
- 華岡青洲の妻
- 漂鳥の儚
- ふるあめりかに袖はぬらさじ
- ベルナルダ・アルバの家
- マイ・フェア・レディ
- 息子です こんにちは
- リタ・ジョーの幻想
- ロミオとジュリエット